# Yenicə (Ağdaş)
Yenicə è un comune dell'Azerbaigian situato nel distretto di Ağdaş. Conta una popolazione di 1 545 abitanti.